# Фибролит
Фибролит (от лат. fibra — волокно и греч. Λίθος — камень) — строительный плитный материал.
Подобные плиты появились в конце 1920-х годов. Фибролит обычно изготавливается из специальных древесных стружек (волокна) и неорганического вяжущего вещества. Древесное волокно получают на специальных станках в виде тонких и узких лент, то есть получается не щепа, а длинная узкая стружка. В качестве вяжущего используют портландцемент, реже — магнезиальное вяжущее.
Является аналогом арболита.

## Технология
Древесное волокно вначале минерализуют раствором хлористого кальция или жидкого стекла или сернистого глинозема. После этого древесное волокно смешивают с цементом и водой. Строительные плиты формуют, используя давление 0,5 МПа. После формовки их помещают для твердения в пропарочные камеры. Затвердевшие плиты сушат до влажности не более 20 %.
По ГОСТу плиты должны иметь длину 240 и 300 см, ширину — 60 и 120 см, толщину — 3—15 см. Иногда делают блоки вместо плит.
Фибролитовые плиты имеет широкую сферу применения, является инновационной заменой традиционных плитных материалов: OSB, ЦСП, СЦП, ГВЛ, ДСП, СМЛ, ППС, фанера и пр.

## Свойства
По плотности — делятся на марки Ф-300 (теплоизоляционный фибролит) и Ф-400, Ф-500 (тепло изоляционно-конструктивный фибролит). Теплопроводность — 0,08—0,1 Вт/(мК).
Фибролит не горит открытым пламенем. Легко обрабатывается: его можно пилить, сверлить и вбивать в него гвозди. Водопоглощение цементного фибролита — не более 35—45 %.
При влажности выше 35 % он может поражаться домовым грибом, поэтому его нужно защищать от увлажнения — в частности, путём оштукатуривания. Шероховатая поверхность фибролита способствует хорошему сцеплению со штукатуркой.

## Использование

### Магнезиальный фибролит
Изготавливают без специальной минерализации, так как каустический магнезит затворяется водными растворами магнезиальных солей, которые связывают содержащиеся в древесине водорастворимые вещества. Прочность его несколько выше, чем цементного. Это связано с тем, что кристаллизующиеся при сушке в клетках древесины соли препятствуют её усушке, а это положительно сказывается на сцеплении магнезиального камня с волокнами. Магнезиальный фибролит обладает, по сравнению с цементным, меньшей водостойкостью и большей гигроскопичностью.

### Теплоизоляционно-конструктивный фибролит
Его применяют для утепления стен и покрытий, конструкционный — для перегородок, каркасных стен и перекрытий только в сухих условиях.
В настоящее время основное применение фибролита — установка несъемной опалубки в строительстве. Фибролитовые плиты не удаляются, как некоторые другие виды опалубки, а остаются конструктивной частью или стены, или любого перекрытия.